# Juan Carlos Gambarotta
Juan Carlos Gambarotta Cabrera (Montevideo, Uruguay, 28 de junio de 1922 - Montevideo, Uruguay, 4 de julio de 2008) fue un magistrado uruguayo, quien se desempeñó como Procurador del Estado en lo Contencioso Administrativo en forma interina en 1979 y nuevamente entre 1990 y 1992.

## Primeros años
Nació en Montevideo el 28 de junio de 1922,hijo de Juan Gambarotta Ferrando y de Manuela Elvira Cabrera Bordas.
Cursó estudios en la Facultad de Derecho de la Universidad de la República, donde obtuvo el título de abogado en 1949.

## Abogado adjunto
Se desempeñó como abogado adjunto en la Procuraduría del Estado en lo Contencioso Administrativo.
En dicha calidad, integró una Comisión que elaboró un anteproyecto de Ley Orgánica del Tribunal de lo Contencioso Administrativo, que terminaría convirtiéndose en la Ley 15.524.

## Procurador del Estado en lo Contencioso Administrativo interino
Se desempeñó interinamente como Procurador del Estado en lo Contencioso Administrativo a partir de julio de 1979, con motivo de la vacante generada por el cese de José Roberto Figueroa Martínez, hasta la designación de Federico Capurro Calamet como nuevo titular en setiembre del mismo año.
En marzo de 1990, el entonces Procurador del Estado en lo Contencioso Administrativo Mariano Brito, al ser nombrado Ministro de Defensa Nacional, hizo reserva de su cargo, por lo que Gambarotta se convirtió nuevamente en Procurador interino, esta vez por un lapso mucho más extenso. 
En efecto, desempeñó este puesto durante dos años, hasta producirse su cese en junio de 1992 con motivo de cumplir los 70 años, edad límite constitucional para ocuparlo.
Fue sustituido, también interinamente, por Alfredo Gómez Haedo, hasta que, tras renunciar Brito a reintegrarse al cargo una vez finalizada su gestión ministerial, fue nombrado como nuevo titular Eduardo Piaggio Soto.

## Vida personal. Fallecimiento
Contrajo matrimonio en 1951 con Beatriz Alba Gerona Milans,con quien tuvo dos hijos, Aquiles y Juan Carlos Gambarotta Gerona. Este último es un conocido guardaparques y autor de libros sobre fauna y flora.
Juan Carlos Gambarotta Cabrera falleció en Montevideo el 4 de julio de 2008, poco después de cumplir 86 años de edad.